# سعید اوحدی
سعید اوحدی (زادهٔ ۱۳۳۶) سیاستمدار ایرانی است که از سال ۱۴۰۳ برای دومین مرتبه رئیس بنیاد شهید و امور ایثارگران شد. اوحدی از دی ۱۳۹۸ تا خرداد ۱۳۹۹ معاونت حقوقی و امور مجلس وزارت آموزش و پرورش، از سال ۱۳۹۶ تا ۱۳۹۸ رئیس سازمان فرهنگی هنری شهرداری تهران و ریاست سازمان حج و زیارت را در کارنامه خود دارد.
سعید اوحدی در سال ۱۳۵۴ از دبیرستان دکتر هشترودی تهران دیپلم ریاضی دریافت کرد و در همان سال در رشته مهندسی شیمی دانشگاه صنعتی شریف پذیرفته شد، اما برای تحصیل در رشته مورد علاقه خود که مهندسی راه و ساختمان بود وارد دانشگاه ایالتی کالیفرنیا، لانگ بیچ شد. او در سال ۱۳۵۹ در حالی که در آمریکا مشغول به تحصیل بود با آغاز جنگ ایران و عراق به کشور بازگشت و پس از حدود دو سال حضور در جنگ، در تاریخ ۱۸ بهمن ۱۳۶۱ در عملیات والفجر مقدماتی به همراه جمعی از همرزمان خود به اسارت عراق درآمد و سرانجام در شهریور ۱۳۶۹ با آخرین گروه اسیران جنگی به ایران بازگشت. فاجعه منا در ایام حج سال ۱۳۹۴ در دوره ریاست اوحدی بر سازمان حج و زیارت رخ داد. از سوابق وی می‌توان به سمت مشاور ریاست سازمان صدا و سیما اشاره کرد.